# Capitole de Brixia
Le Capitole de Brixia ou le Temple de la triade capitoline de Brescia était le temple principal du centre de la ville romaine de Brixia (Brescia). Il n'en reste  que des ruines faisant partie d'un site archéologique incluant un théâtre romain et un musée dans le centre de Brescia.

## Histoire
Le temple a été construit en 73 sous le règne de l'empereur Vespasien. La localisation élevée du site et les trois cellae, chacune avec leur propre sol en marbre polychrome, ont permis de confirmer que ce temple constituait le capitolium de la ville, c'est-à-dire le temple dédié à la triade capitoline de Jupiter, Junon et Minerve.
Le capitole a remplacé un ensemble plus ancien de temples républicains, composé de quatre temples plus discrets construits entre 75 et 90 avant notre ère et restaurés sous le règne d'Auguste.
Les trois cellas du capitole ont été reconstruites et les murs de la cella de gauche sont aujourd'hui utilisés comme lapidarium pour exposer des épigraphes retrouvés au XIXe siècle. Devant les cellaes se trouvent des restes partiellement reconstruits d'un portique composé de colonnes corinthiennes qui supportaient un fronton avec une dédicace à l'empereur Vespasien.
Le complexe et d'autres ruines romaines sont situées à l'extrémité de la Via dei Musei, l'ancien decumanus maximus de Brixia, qui se trouve cinq mètres sous le niveau de la rue actuelle. De larges escaliers permettaient d'accéder au portique depuis le decumanus.
Presque entièrement enterré par un glissement de terrain de la colline Cidneo, le temple a été redécouvert en 1823 puis reconstruit peu après par Rodolfo Vantini. Au cours des excavations en 1826, une statue de bronze de Victoire ailée a été découverte dans le temple, sûrement cachée au cours de l'antiquité tardive pour être préservée du pillage.